# Quarantena (pel·lícula)
Quarantena (originalment en anglès, Quarantine) és un film de terror de metratge apropiat nord-americà del 2008 dirigida i coescrita per Drew i John Erick Dowdle, produït per Sergio Aguero, Doug Davison i Roy Lee. És una nova versió de la pel·lícula REC. La pel·lícula és protagonitzada per Jennifer Carpenter, Jay Hernandez, Columbus Short, Greg Germann, Steve Harris, Dania Ramirez, Rade Šerbedžija i Johnathon Schaech. Segueix una periodista i el seu càmera assignats a un parell de bombers de Los Angeles que atenen una trucada de socors a un edifici d'apartaments on descobreixen que una mutació mortal de ràbia s'estén entre els ocupants de l'edifici. Esdevé impossible fugir-ne un cop que el govern precinta l'edifici per evitar que el virus s'estengui més enllà, i la parella continua registrant els esdeveniments que es desenvolupen a l'interior, dels quals la mateixa pel·lícula és el resultat. Quarantena no inclou cap partitura musical real, fa servir només efectes de so i difereix en els seus personatges, diàlegs i explicació del virus del material d'origen. S'ha doblat i subtitulat al català.
Quarantena es va estrenar als Estats Units per la filial de Sony Screen Gems el 10 d'octubre de 2008. La pel·lícula va rebre crítiques mixtes, amb elogis per la seva atmosfera i ensurts. Va recaptar 41,3 milions de dòlars a tot el món amb un pressupost de 12 milions de dòlars. Va ser seguida per una seqüela, Quarantine 2: Terminal (2011).

## Repartiment
- Jennifer Carpenter com a Angela Vidal
- Steve Harris com a Scott Percival
- Jay Hernandez com a Jake
- Johnathon Schaech com a George Fletcher
- Columbus Short com a Danny Wilensky
- Andrew Fiscella com a James McCreedy
- Rade Šerbedžija com a Yuri Ivanov
- Greg Germann com a Lawrence
- Bernard White com a Bernard
- Dania Ramirez com a Sadie
- Elaine Kagan com a Wanda Marimon
- Marin Hinkle com a Kathy
- Joey King com a Briana
- Jermaine Jackson com a Nadif
- Sharon Ferguson com a Jwahir
- Denis O'Hare com a Randy
- Stacy Chbosky com a Elise Jackson
- Jeannie Epper com a Mrs. Espinoza
- Doug Jones com a Thin Infected Man